# Синьлэ
Культура Синьлэ  или Цивилизация Синьлэ ((кит. 新樂文化) (5500 до н. э.-4800 до н. э.)) — культура эпохи неолита на Северо-востоке Китая, впервые обнаружена в низовьях реки Ляохэ на полуострове Ляодун в провинции Ляонин. Была основана на возделывании проса и одомашнивании свиней. Стоянки культуры Синьлэ были открыты в Шэньяне, район Хуангу.
Название получила от местонахождения.

## Название
Стоянка древней культуры впервые была обнаружена на территории жилого блока электрической фабрики. Жилой блок назывался «Общежитие Синьлэ»(кит. 新樂宿舍), что послужило названием для реликтовой цивилизации Синьлэ. Хотя находки в других местах были даже более значительны, например, в Синьмине, данное название сохранилось.

## Археологические раскопки
В 1973 году, раскопки стоянки подтвердили наличие около 40 жилищ эпохи неолита. Во время раскопок были найдены каменные орудия, гончарные изделия, изделия из нефрита, кости, дерева.
В 1978 были проведены новые раскопки, среди которых был найден деревянный тотем клана, датированный 7200 г. до н. э. Это древнейшая находка из дерева, найденная в Шэньяне и одна из древнейших во всем мире (вырезанная из дерева птица «Мудяоняо» (кит. — 木雕鸟)).
При проведении раскопок также были найдены два захоронения династии Ляо или киданей, которым около 1000 лет.

## Музей
В 1984 был открыт Музей реликтовой культуры Синьлэ (кит. 新樂遺址博物館).
Музей разделён на две части — северную и южную. Южная представляет собой выставку находок цивилизации, собранных на территории в 180 км2. Северная часть — это реконструкция жилищ культуры Синьлэ (7000 лет до н. э.).

## Галерея

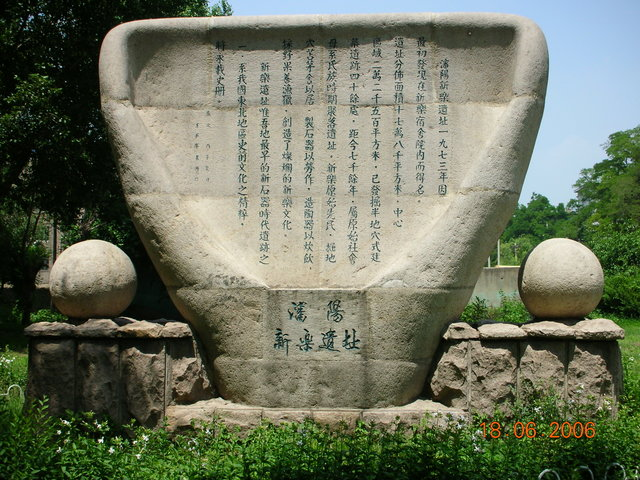
Главный вход
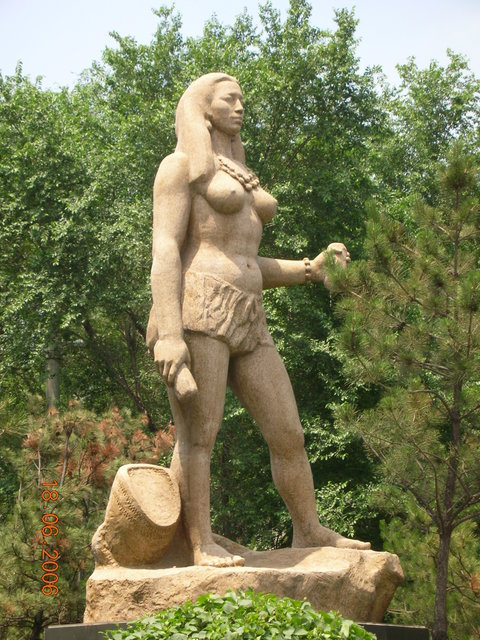
Статуя на входе в музей
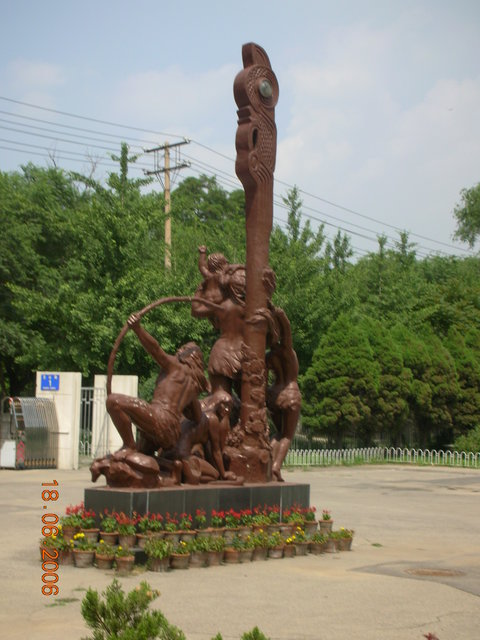
Статуя на выходе из ворот музея
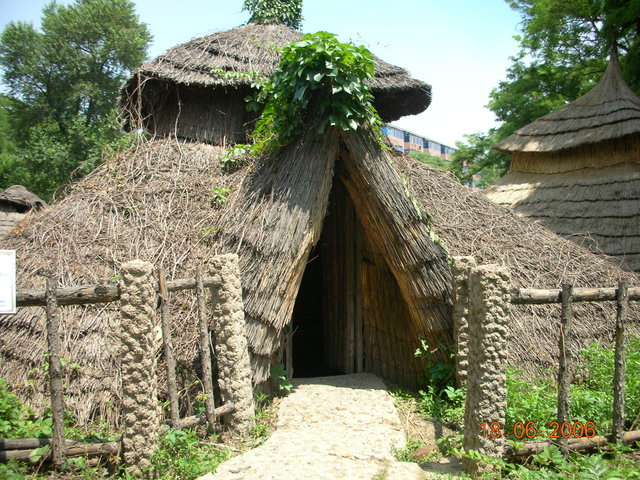
Жилище
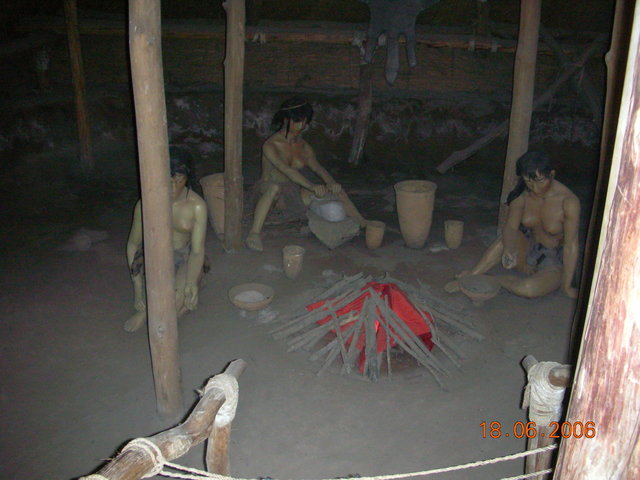
Воссоздание жизни внутри жилища